# Dalong, Anhui
Dalong (kinesiska: 大陇) är en köping i östra Kina. Den ligger i Dangtu härad i staden Ma'anshan i provinsen Anhui, omkring 140 kilometer öster om provinshuvudstaden Hefei. Antalet invånare är 28 140. Befolkningen består av 13 202 kvinnor och 14 938 män. Barn under 15 år utgör 16,0 %, vuxna 15-64 år 71 %, och äldre över 65 år 11,0 %.